# 357 v. Chr.
Portal Geschichte | Portal Biografien | Aktuelle Ereignisse | Jahreskalender | Tagesartikel

◄ |
5. Jahrhundert v. Chr. |
4. Jahrhundert v. Chr. |
3. Jahrhundert v. Chr. |
►

◄ | 370er v. Chr. | 360er v. Chr. | 350er v. Chr. | 340er v. Chr. |
330er v. Chr. |
►

◄◄ | ◄ | 360 v. Chr. | 359 v. Chr. | 358 v. Chr. | 357 v. Chr. |
356 v. Chr. |
355 v. Chr. |
354 v. Chr. |
► |
►►

## Ereignisse

### Politik und Weltgeschehen

#### Westliches Mittelmeer
- Gaius Marcius Rutilus und Gnaeus Manlius Capitolinus Imperiosus werden römische Konsuln.
- Dion von Syrakus landet auf Sizilien. Sein Neffe Dionysios II. von Syrakus, Tyrann von Syrakus, wird von ihm gestürzt und geht nach Lokroi ins Exil.

#### Östliches Mittelmeer
- Mehrere Mitglieder des Attischen Seebundes sagen sich von Athen los. Dieses versucht mit militärischer Gewalt die Auflösung des Bundes zu verhindern. Maussolos, Satrap von Karien, gewinnt die Schutzherrschaft über die Inseln Rhodos und Kos. Es kommt zum Bundesgenossenkrieg, der bis 355 v. Chr. andauert.
- Orontes I., der Satrap von Mysien, erhebt sich gegen den persischen Großkönig Artaxerxes III., muss seinen Aufstand jedoch nach kurzer Zeit abbrechen.
- König Philipp II. von Makedonien erobert das westliche Thrakien bis zum Nestos, einschließlich der Stadt Amphipolis und des Pangaion-Gebirges mit seinen wertvollen Gold- und Silberminen.
- Philipp II. heiratet die 18-jährige Olympias, Prinzessin aus Epirus. Seine fünfte Ehefrau wird ein Jahr später die Mutter Alexanders des Großen.
- Mit Hilfe von Byzantion entzieht sich Chalkedon der persischen Herrschaft.

### Natur und Umwelt/Wissenschaft und Technik
- 29. Februar: In Ägypten, Palästina und Syrien wird eine totale Sonnenfinsternis beobachtet.

## Gestorben
- Chabrias, griechischer Feldherr